# Суурисуу
Суурисуу (ест. Suurõsuu), також Сууресоо (ест. Suuresoo) — село в Естонії, входить до складу волості Міссо, повіту Вирумаа.